# 237265 Golobokov
237265 Golobokov è un asteroide della fascia principale. Scoperto nel 2008, presenta un'orbita caratterizzata da un semiasse maggiore pari a 2,5699285 UA e da un'eccentricità di 0,1356445, inclinata di 14,78642° rispetto all'eclittica.